# Tramp (club nocturno)

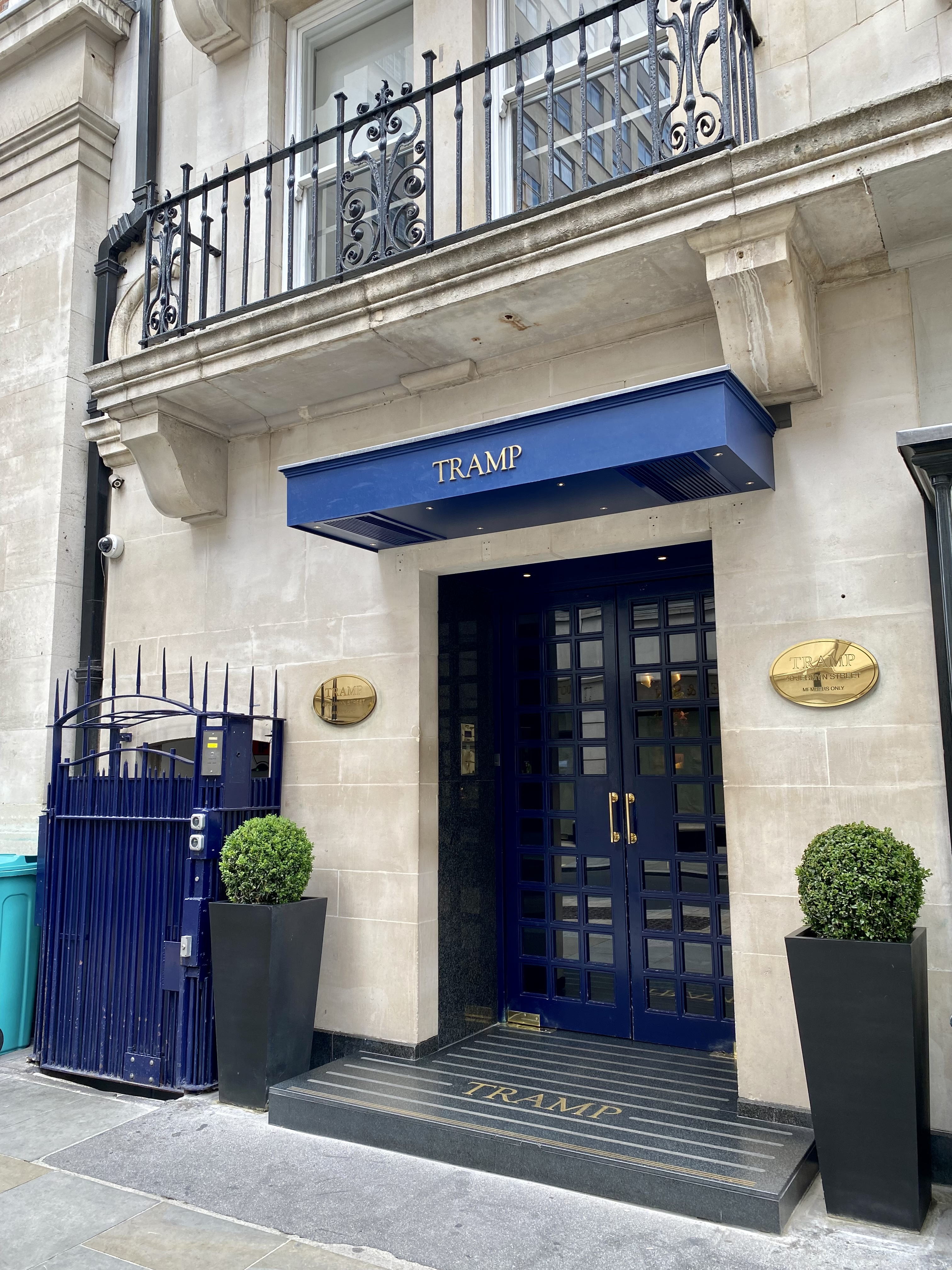
El club nocturno privado Tramp, 40 Jermyn Street de Londres.

Tramp es un club nocturno privado solo para miembros ubicado en Jermyn Street en el centro de Londres, Inglaterra. Fue fundado en 1969 por Johnny Gold, Bill Ofner y Oscar Lerman. El club se ganó la reputación de ser discreto, prohibiendo la fotografía y los escritores de chismes adentro, y es popular entre las celebridades. 

## Historia
Tramp fue inaugurado en diciembre de 1969 por Johnny Gold. Era propiedad de Gold, Bill Ofner y Oscar Lerman. El trío posicionó a Tramp como una alternativa a los clubes de cena formales que entonces eran populares. Pensaron que el club podría sobrevivir durante dos o tres años antes de que su clientela se mudara a otro lugar, y se sorprendieron de que siguiera siendo popular. El club lleva el nombre del personaje de vagabundo de Charles Chaplin (llamado Tramp en inglés, pero conocido como Charlot en habla hispana). El club estaba elegantemente equipado con paneles de roble y candelabros. El club tenía 300 miembros fundadores, todos celebridades, que pagaban una tarifa anual de 10 guineas.
Gold prohibió todas las fotografías dentro del club e impidió la entrada de paparazzi y columnistas de chismes. Cualquiera que le pidiera un autógrafo a un invitado también era rechazado y Gold cultivaba una reputación de discreción. Cuando un periódico describió a Tramp como un club de mala reputación al que asistían «pequeños pedazos de mal gusto», Gold demandó y ganó una indemnización. A pesar de esto, Gold fue indulgente con sus clientes habituales y rara vez prohibió a ninguno. El baterista de The Who, Keith Moon, fue suspendido durante un mes después de destruir una lámpara de araña, pero Gold redujo esta prohibición a 48 horas después de que Moon envió a su chófer con £ 500 en efectivo y telefoneó a Gold, llorando, preguntándole dónde más iría de fiesta; a los miembros a veces se les permitía acumular largas cuentas, Moon llegó a £ 14 000 en un momento. En contraste con el club rival Annabel's, Gold se negó a aplicar un código de vestimenta en Tramp; Tara Palmer-Tomkinson asistió a su fiesta de cumpleaños número 21 vistiendo solo un bikini y un abrigo de piel. A los hombres no se les permitió la entrada a menos que estuvieran acompañados de mujeres.
Joan Collins era miembro, y las escenas de discoteca en The Stud, una adaptación cinematográfica de 1978 de la novela de 1969 de su hermana Jackie Collins The Stud, se filmaron dentro de Tramp. Gold pensó que podría haber sido la inspiración para el director del club nocturno en la película. Gold estableció una sucursal de Tramp en Los Ángeles en la década de 1980. En 1998, el empresario británico y propietario de caballos de carreras Robert Sangster estaba interesado en adquirir acciones de Tramp. Gold vendió su participación más tarde ese año a Caledonian Heritable, una empresa inmobiliaria con sede en Edimburgo. Gold permaneció empleado como «saludador en jefe» hasta 2003, ya que era la única persona que conocía personalmente a todos los miembros. Hubo cierta preocupación entre los miembros por la publicación en 2001 de las memorias de Gold, Tramp's Gold, pero mantuvo su discreción y no causó escándalo. El prólogo del libro fue escrito por Michael Caine, miembro desde hace mucho tiempo.

## Clientela
A lo largo de su historia, Tramp ha sido frecuentado por muchas celebridades, miembros de la alta sociedad, aristócratas y miembros de la realeza y ha desarrollado una reputación «legendaria» por las acciones de su clientela en el lugar. Michael Caine dijo sobre el club «si sales y no te fotografían, o está lloviendo o tu carrera se acaba». La noche de apertura de Tramp contó con la presencia de Caine, Collins, Peter Sellers, Natalie Wood, y Richard Harris. Otros miembros incluyeron a Madonna, Prince, Clint Eastwood, Rod Stewart y Mick Jagger. David Beckham llevó a su hijo recién soltero Brooklyn a Tramp después de la separación de Brooklyn de Chloë Grace Moretz. Kate Moss le cantó «Feliz cumpleaños» al estilista Sam McKnight en el club por su 60 cumpleaños.
Jackie Collins dijo que los acontecimientos en Tramp le dieron «más investigación de la que puedo manejar» para sus novelas picantes; en el club se celebró una de las recepciones de boda de su hermana Joan Collins. Mickey Rourke y el futbolista George Best tuvieron una vez un concurso de bebidas en el club, y Best conoció a su esposa Alex en el club. Gold se hizo amigo cercano del productor de cine Dodi Al-Fayed y afirmó haber arrastrado a Fayed lejos de una joven. Cuando Fayed se quejó, él le dijo: «Sucede que sé que se está acostando con tu padre» (el multimillonario Mohamed Al-Fayed). Los actores de James Bond, Roger Moore, Sean Connery y George Lazenby asistieron al club una noche. Cuando en una ocasión el club se inundó, Moore y su coprotagonista en The Persuaders! Tony Curtis se pusieron a cuatro pies para ayudar a secar el agua.
La actriz estadounidense Shirley MacLaine solía comer bangers and mash en el club y una vez se quedó dormida en su mesa. Marlon Brando a menudo se quedaba hasta el amanecer y pedía al personal que desayunara con él. Michael Douglas, Kathleen Turner y Danny DeVito aparecieron una noche y encontraron el club lleno, sin asientos disponibles. Gold ubicó un taburete para Turner y DeVito y Douglas tuvieron que sentarse en las escaleras. Tramp fue el lugar donde el periodista Andrew Neil conoció a la ex-Miss India Pamella Bordes. La reunión dio lugar a acusaciones en los periódicos que alegaban que era inapropiado que Neil asistiera al club y se involucrara con Bordes. Neil demandó con éxito a los editores por difamación. Mel Brooks una vez corrió por el club ladrando como un perro, y Moon se hizo conocido por desnudarse por dentro. Al salir del club una noche, Jack Nicholson besó a una mujer sin hogar que le pidió cambio. Gold una vez expulsó a George Best y al músico George Michael.
Una joven princesa Ana del Reino Unido asistió una noche, pero se excusó temprano porque tenía que asistir al desfile del Domingo de los Recuerdos al día siguiente. También asistieron la princesa Margarita del Reino Unido y Peter Sellers; Sellers, en una discusión con el esposo de la princesa, Lord Snowdon, se ofreció a intercambiar a su esposa (Britt Ekland) con Margarita, pero esto fue rechazado. Tramp fue el lugar de la primera cita del príncipe Andrés de York con Koo Stark. Más tarde, Andrés salió con Sarah Ferguson y se convirtieron en asistentes habituales; Gold fue invitado a su boda de 1986. Más tarde, Virginia Roberts, víctima de la red de tráfico sexual de Jeffrey Epstein, afirmó haber bailado con Andrés en Tramp, aunque él lo negó, afirmando que estaba en un PizzaExpress en Woking en ese momento. Los príncipes Guillermo y Enrique también eran habituales y supuestamente fueron perseguidos hasta Tramp por la espía rusa Anna Chapman. El rey Carlos XVI Gustavo de Suecia asistió al club con la reina Silvia y pidió que el DJ tocara «Dancing Queen» de ABBA, que se había tocado en su boda.